# Guernanville
Guernanville är en kommun i departementet Eure i regionen Normandie i norra Frankrike. Kommunen ligger i kantonen Breteuil som tillhör arrondissementet Évreux. År 2018 hade Guernanville 103 invånare.

## Befolkningsutveckling
Antalet invånare i kommunen Guernanville
Referens:INSEE